# Palmeirândia
Palmeirândia – miasto i gmina w Brazylii leżące w stanie Maranhão. Gmina zajmuje powierzchnię 532,164 km². Według danych szacunkowych w 2016 roku miasto liczyło 19 359 mieszkańców. Położone jest około 70 km na zachód od stolicy stanu, miasta São Luís, oraz około 1700 km na północ od Brasílii, stolicy kraju. 
W 2014 roku wśród mieszkańców gminy PKB per capita wynosił 5611,73 reais brazylijskich.